# 普龙勒鲁瓦
普龙勒鲁瓦（法語：Pronleroy，法語發音：[pʁɔ̃ləʁwa]）是法国瓦兹省的一个市镇，位于该省中北部，属于克莱蒙区。

## 地理
普龙勒鲁瓦（49°28'14"N, 2°32'55"E）面积8.97 平方千米，位于法国上法蘭西大區瓦兹省，该省份为法国北部内陆省份，北起索姆省，西接厄尔省和滨海塞纳省，南至塞纳-马恩省和瓦兹河谷省，东临埃纳省。
与普龙勒鲁瓦接壤的市镇（或旧市镇、城区）包括：昂吉维莱尔、塞尔努瓦、克雷松萨克、埃尔坎维莱、莱格朗捷、略维莱、蒙捷、拉讷维尔鲁瓦、诺鲁瓦。

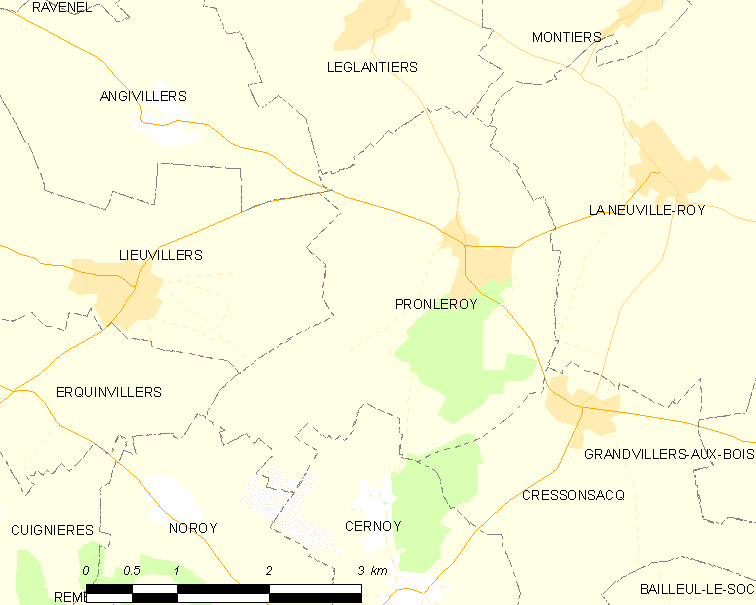
普龙勒鲁瓦的OSM定位图

普龙勒鲁瓦的时区为UTC+01:00、UTC+02:00（夏令时）。

## 行政
普龙勒鲁瓦的邮政编码为60190，INSEE市镇编码为60515。

## 政治
普龙勒鲁瓦所属的省级选区为埃斯特雷圣但尼县。

## 人口

1962-2008年间普龙勒鲁瓦人口变化图示

普龙勒鲁瓦于2022年1月1日时的人口数量为370人。